# Амбер Аннінг
Амбер Аннінг (англ. Amber Anning, нар. 18 листопада 2000) — британська легкоатлетка, яка спеціалізується у бігу на короткі дистанції.

## Спортивні досягнення
Бронзова олімпійська призерка зі змішаного естафетного бігу 4×400 метрів та з аналогічної дисципліни серед жінок (2024). Олімпійська фіналістка (5-е місце) з бігу на 400 метрів (2024).
Бронзова призерка чемпіонату світу з естафетного бігу 4×400 метрів серед жінок (2023).
Срібна призерка чемпіонату Європи в приміщенні з естафетного бігу 4×400 метрів серед жінок (2019).
Чемпіонка Європи серед юніорів з естафетного бігу 4×400 метрів серед жінок (2019). Срібна призерка чемпіонату Європи серед юніорів з бігу на 400 метрів (2019).
Чемпіонка Великої Британії з бігу на 400 метрів (2024).

## Відео
- Фінальний забіг зі змішаного естафетного бігу 4×400 метрів на Олімпіаді-2024 на YouTube